# کارلوس آرانو
کارلوس آرانو (انگلیسی: Carlos Arano؛ زادهٔ ۶ مهٔ ۱۹۸۰) بازیکن فوتبال اهل آرژانتین است.
از باشگاه‌هایی که در آن بازی کرده‌است می‌توان به باشگاه فوتبال ریور پلاته، باشگاه فوتبال پروجا، باشگاه فوتبال روبور سیه‌نا، باشگاه فوتبال استودیانتس، باشگاه فوتبال آریس سالونیک، باشگاه فوتبال راسینگ کلوب آویاندا، و باشگاه فوتبال اتلتیکو هوراکان اشاره کرد.